# Mothers and Other Strangers
«Mothers and Other Strangers» (укр. «Матері й інші незнайомці») — дев'ята серія тридцять третього сезону мультсеріалу «Сімпсони», прем'єра якої відбулась 28 листопада 2021 року у США на телеканалі «Fox».

## Сюжет
Барт натрапляє на стримінг-платформу для собак «Muttflix», що зацікавлює Маленького Помічника Санти. Пес «запрошує» його мати Галетку до спільного перегляду, на честь дня матері. Діти Сімпсонів також дарують Мардж подарунки. Водночас, Гомер сумує почувши про свято і згадавши про свою покійну мати, Мону.
Ліса пропонує батьку використати додаток для онлайн-психотерапії. З допомогою терапевта Гомер повертається на 30 років у минуле…
Того дня, Ейб Сімпсон отримав від Мони повідомлення про те, що вона її розшукує ФБР, і вона залишає їх. Щоб уникнути необхідності пояснювати це сину, Ейб сказав 9-річному Гомерові, що Мона померла.
У віці 16 років Гомер отримав листівку з Юти від Мони як знак, що вона жива. Гомер протистоїть батькові, який приховав правду про її смерть, а дідусь повідомляє йому правду. Однак, Гомера це не задовольнило і одного дня він вирішив втекти з дому на пошуки матері. Несподівано в авто також з'являється Ейб, а потайки за ними їде фургон ФБР.
Сімпсони зупиняються у придорожньому кафе, де офіціантка впізнає Мону за фотографією. Далі вони прибувають на автозаправну станцію, на якій переховуючись працює Мона. Коли вона вибігає назустріч рідним, її помічає ФБР. Моні вдається втекти на попутці у фургоні хіпі, що прямував до Сан-Франциско…
У сьогоденні, дідусь Ейб каже їм, що вони більше не бачили Мони (до подій серії «Mother Simpson»). Однак, Гомер розповідає іншу нерозказану історію…
Тієї ночі, коли Барт народився у кімнату зайшов лікар, щоб оглянути дитину. Гомер дав Барта, і виявив, що це була насправді Мона, яка захотіла побачити новонародженого онука. На останок вона попрощалася і з Гомером, і з Ейбом, що зайшов до палати. Зараз Гомер сумнівається, чи не було це сном, хоча Ейб також був там… Після завершення розповіді на честь свята Гомер відводить сім'ю у ресторан.
У сцені під час титрів Гомеру сниться, як він водить хоровод зі своєю родиною та предками.

## Виробництво
У вирізаній сцені Ейб співав пісню Гомеру-підліткові про алкогольні традиції.
Як виправдання перед фанатами у неканонічності, чому шеф Віґґам у минулому був струнким, шоуранер і сценарист серії Ел Джін виправдався, що «Віґґам ненадовго привів себе у форму в поліцейській академії, а потім виявив пончики».

## Цікаві факти та культурні відсилання
- Коли Маленький Помічник Санти дивиться «Muttflix» грає пісня «I love my dog» Кета Стівенса[3]
- Серія має багато відсилань до попередніх серій, зокрема сцена у нічній пустелі — відсилання до закінчення епізоду «Mother Simpson»[4].
- Чорно-білий сон у сцені під час титрів — відсилання до фільму «Вісім з половиною» 1963 року[5].

## Ставлення критиків і глядачів
Під час прем'єри серію переглянули 3,61 млн осіб, з рейтингом 1.2, що зробило її найпопулярнішим шоу на каналі «Fox» тієї ночі.
Тоні Сокол з «Den of Geek» дав серії чотири з п'яти зірок, сказавши, що «завершення трохи вимушене. Можливий кінець зі сном не такий приємний, як хотілося б, але все-таки дає чудовий кінець [епізоду]».
Маркус Ґібсон із сайту «Bubbleblabber» оцінив серію на 7,5/10, сказавши, що «кумедні жарти серії добре поєднуються з її душевними моментами, незважаючи на її темп, а гра [запрошеної зірки] Гленн Клоуз знову була втіхою для вух».
Згідно з голосуванням на сайті The NoHomers Club більшість фанатів оцінили серію на 2/5 із середньою оцінкою 2,32/5.